# Peur des langues étrangères
La peur des langues étrangères (ou xénoglossophobie) est le sentiment de malaise, d'inquiétude, de nervosité et d'appréhension qui se manifeste lors de l'apprentissage ou de l'utilisation d'une langue seconde ou d'une langue étrangère. Ce sentiment peut être dû à n'importe quelle activité liée aux langues étrangères, que ce soient les activités productives comme l'expression orale ou l'écriture, ou encore les activités plus passives comme la lecture et la compréhension orale.
La peur des langues étrangères fait partie de ce que les psychologues définissent comme un  trouble anxieux particulier. Certaines personnes sont plus prédisposées que d’autres à l’anxiété, et peuvent se sentir angoissées dans un grand nombre de situations. Cependant, la peur des langues étrangères est une situation spécifique et peut très bien affecter les personnes qui ne sont pas de nature particulièrement anxieuse dans d’autres situations.

## Causes
Si tous les aspects de l’apprentissage et de l’utilisation d’une langue étrangère peuvent rendre anxieux, ce sont l’expression et la compréhension orales qui sont régulièrement citées comme étant les activités les plus angoissantes,.
Généralement, on estime que la peur des langues étrangères s’explique par trois principales raisons : la peur de communiquer, la peur des examens et l’angoisse d’être mal jugé.
- La peur de communiquer intervient lorsqu’un individu doit parler ou écouter d’autres personnes.
- La peur des examens est une forme de trac qu’on associe à la crainte de mal faire, ou d’échouer totalement.
- La peur d’être mal jugé se définit comme la peur qu’a un élève que les autres spectateurs (professeurs, camarades ou autres) sous-évaluent ses compétences en langues.

Il peut exister des raisons physiques à l’anxiété (comme le niveau d’hormones) mais il existe également des raisons sous-jacentes à l’anxiété excessive qui apparaît lors de l’apprentissage d’une langue, comme la peur et le manque de confiance en soi. Ce manque de confiance peut avoir plusieurs origines, dont la méthode d’apprentissage utilisée par le professeur.

## Effets
Les effets de la peur des langues étrangères sont particulièrement visibles dans une salle de classe, et cette peur est un facteur déterminant d’échec scolaire. Il est prouvé qu’elle provoque un effet préjudiciable sur la confiance des élèves, leur estime de soi et leur niveau de participation.
Les élèves anxieux souffrent d’un blocage mental pendant les activités d’expression orale spontanée et d’un manque de confiance en eux. Ils sont moins capables de s’autocorriger et d’identifier leurs erreurs de langue, et ils sont plus susceptibles de trouver des moyens d’éviter les cours, par exemple en les séchant. Les élèves anxieux oublient ce qu’ils ont appris précédemment, participent moins souvent en classe et ont tendance à adopter un comportement plus passif que leurs camarades moins anxieux lors des activités en classe,.
Les effets de la peur des langues étrangères peuvent également aller au-delà de la salle de classe. Une forte anxiété peut être liée à une peur de communiquer. Cette peur rend les individus plus réservés et moins enclins à communiquer. Les personnes qui présentent ce genre de réticence à communiquer peuvent parfois être perçues comme moins dignes de confiance, moins compétentes, moins attirantes physiquement et socialement, plus tendues, moins posées et moins dominantes que les personnes moins réticentes.
De la même manière que chaque phobie, les symptômes vont être différents selon les personnes. De manière générale, les symptômes sont les suivants : une extrême anxiété, de la peur et tous les symptômes associés à la panique.

## Moyens de mesure
Afin d’évaluer le degré d’anxiété des personnes apprenant une langue étrangère, un certain nombre d’instruments a été développé.
The Foreign Language Classroom Anxiety Scale (FLCAS), qui permet d’évaluer le niveau d’anxiété des élèves en langues étrangères, est un test composé de 33 questions, avec 5 choix de réponses correspondant à l’échelle de Likert et est généralement utilisé dans les études psychologiques. Cette évaluation étudie la peur des participants de communiquer, de passer des examens et d’être mal jugés. Elle se concentre également sur l’expression orale dans un contexte scolaire. Cet instrument a été traduit et est utilisé dans plusieurs langues, dont l’espagnol et le mandarin.
À la suite du succès de cette évaluation, d’autres instruments similaires ont été inventés pour mesurer la peur de lire en langue étrangère (FLRAS), la peur d’écouter des langues étrangères (FLLAS) et la peur d’écrire en langue étrangère (SLWAT).